# Enomeni Dimokrates
Die Enomeni Dimokrates (EDI, griechisch Ενωμένοι Δημοκράτες ‚Vereinigte Demokraten‘) sind eine liberale politische Partei in der Republik Zypern. Die Partei wurde 1993 von dem früheren zyprischen Präsidenten Georges Vassiliou gegründet und trug zunächst den Namen Kinima Eleftheron Dimokraton (Bewegung freier Demokraten). Nach der Fusion mit der Ananeotiko Dimokratiko Sozialistiko Kinima, einer Abspaltung der kommunistischen Partei AKEL, nahm sie 1996 ihren heutigen Namen an. Auf europäischer Ebene ist EDI Mitglied der liberalen Europapartei ELDR.
Von 1996 bis 2006 hatte EDI einen der 56 Sitze im zyprischen Parlament. Dieser wurde von Androulla Vassiliou, der Ehefrau des Parteigründers, eingenommen.
Beim Referendum über den Annan-Plan 2004 über eine Wiedervereinigung der Insel, setzte sich EDI, letztlich vergeblich, für ein Ja ein.
2005 trat der Parteivorsitzende Georgios Vassiliou zurück, sein Nachfolger wurde Michalis Papapetrou. Bei der Parlamentswahl im Jahr darauf kam EDI auf 1,6 % der Stimmen und verlor den Sitz, den sie zuvor eingenommen hatte. Daraufhin trat auch Papapetrou zurück und wurde 2007 von Praxoula Antoniadou abgelöst. Androulla Vassiliou wurde 2008 EU-Kommissarin für Gesundheit in der Kommission Barroso I.

## Wahlergebnisse
| Jahr | Wahl                | Stimmen | %      | Sitze |
| ---- | ------------------- | ------- | ------ | ----- |
| 1996 | Parlamentswahl 1996 | 13.623  | 3,69 % | 2/56  |
| 2001 | Parlamentswahl 2001 | 10.635  | 2,59 % | 1/56  |
| 2004 | Europawahl 2004     | 6.534   | 1,95 % | 0/6 1 |
| 2006 | Parlamentswahl 2006 | 6.567   | 1,56 % | 0/56  |